# Bill Thomas
Bill Thomas, född 20 juni 1983 i Pittsburgh, Pennsylvania, är en amerikansk ishockeyspelare som spelar för EC Salzburg i EBEL.